# Ascodichaenaceae
Ascodichaenaceae es una familia de hongos en el orden Rhytismatales.